# 2014-es labdarúgó-világbajnokság-selejtező (CAF)
A 2014-es labdarúgó-világbajnokság afrikai selejtező mérkőzéseit 2011-től 2013-ig játszották le. Összesen 52 válogatott vett részt a selejtezőn, egy válogatott, Mauritánia nem indult. Afrikából öt válogatott jutott ki automatikusan a 2014-es labdarúgó-világbajnokságra.

## A selejtező lebonyolítása
Az afrikai selejtező egy előselejtező körből, egy csoportkörből, és egy pótselejtezőből állt. Az első előselejtező fordulóban 24 csapat vett részt, a párosítások győztesei továbbjutottak a második fordulóba.
A csoportkörben a kiemelés szerinti 1–28. helyen rangsorolt csapatok és az előselejtező 12 továbbjutója vett részt. Tíz csoportot sorsoltak, mindegyikben négy csapat szerepelt. A csoportok első helyezettjei a harmadik fordulóba jutottak.
A harmadik fordulóban a csoportkör 10 továbbjutója vett részt. Öt párosítást sorsoltak, a párosítások győztesei kijutottak a 2014-es labdarúgó-világbajnokságra.

## Kiemelés
A selejtezők kiemelésének listáját a 2011. júliusi FIFA-világranglista alapján végezték.
A csapatok a következők szerint vettek részt a selejtezőn:
- Az 1–28. helyezettek az első fordulóban nem vettek részt, csak a második fordulóban kapcsolódtak be.
- A 29–52. helyezettek már az első fordulóban részt vettek.

| Kiemelve a második fordulóba (1–28. helyezettek) | Az első forduló résztvevői (29–52. helyezettek) |
| --- | --- |
| 1. Elefántcsontpart 2. Egyiptom 3. Ghána 4. Burkina Faso 5. Nigéria 6. Szenegál 7. Dél-afrikai Köztársaság 8. Kamerun 9. Algéria 10. Tunézia 11. Gabon 12. Líbia 13. Marokkó 14. Guinea 15. Botswana 16. Malawi 17. Zambia 18. Uganda 19. Mali 20. Zöld-foki Köztársaság 21. Benin 22. Zimbabwe 23. Közép-afrikai Köztársaság 24. Sierra Leone 25. Szudán 26. Niger 27. Angola 28. Gambia | 1. Mozambik 2. Kongói DK 3. Togo 4. Libéria 5. Tanzánia 6. Kongó 7. Kenya 8. Ruanda 9. Etiópia 10. Namíbia 11. Burundi 12. Madagaszkár 13. Bissau-Guinea 14. Egyenlítői-Guinea 15. Csád 16. Szváziföld 17. Comore-szigetek 18. Lesotho 19. Eritrea 20. Szomália 21. Dzsibuti 22. Mauritius 23. Seychelle-szigetek 24. São Tomé és Príncipe |

Jegyzet
- Mauritánia nem indult a selejtezőn.

## Első forduló
Az első fordulóban a 24 legalacsonyabban rangsorolt válogatott vett részt. 12 párosítást sorsoltak, a csapatok oda-visszavágós rendszerben mérkőztek meg. A párosítások 12 győztese jutott tovább a második fordulóba. A sorsolást 2011. július 30-án tartották Rio de Janeiroban. A mérkőzéseket 2011. november 11-én és 15-én játszották.

### Kiemelés
A csapatokat két kalapba osztották a kiemelési rangsor szerint. Az „1. kalapba” a 29–40., a „2. kalapba” a 41–52. helyezettek kerültek.
| 1. kalap | 2. kalap |
| --- | --- |
| - Mozambik - Kongói DK - Togo - Libéria - Tanzánia - Kongó - Kenya - Ruanda - Etiópia - Namíbia - Burundi - Madagaszkár | - Bissau-Guinea - Egyenlítői-Guinea - Csád - Szváziföld - Comore-szigetek - Lesotho - Eritrea - Szomália - Dzsibuti - Mauritius - Seychelle-szigetek - São Tomé és Príncipe |

### Mérkőzések
| 1. csapat            | Össz.Tooltip Aggregate score | 2. csapat   | 1. mérk. | 2. mérk. |
| -------------------- | ---------------------------- | ----------- | -------- | -------- |
| Seychelle-szigetek   | 0–7                          | Kenya       | 0–3      | 0–4      |
| Bissau-Guinea        | 1–2                          | Togo        | 1–1      | 0–1      |
| Dzsibuti             | 0–8                          | Namíbia     | 0–4      | 0–4      |
| Mauritius            | játék nélkül                 | Libéria     | —        | —        |
| Comore-szigetek      | 1–5                          | Mozambik    | 0–1      | 1–4      |
| Egyenlítői-Guinea    | 3–2                          | Madagaszkár | 2–0      | 1–2      |
| Szomália             | 0–5                          | Etiópia     | 0–0      | 0–5      |
| Lesotho              | 2–2 (i.g.)                   | Burundi     | 1–0      | 1–2      |
| Eritrea              | 2–4                          | Ruanda      | 1–1      | 1–3      |
| Szváziföld           | 2–8                          | Kongói DK   | 1–3      | 1–5      |
| São Tomé és Príncipe | 1–6                          | Kongó       | 0–5      | 1–1      |
| Csád                 | 2–2 (i.g.)                   | Tanzánia    | 1–2      | 1–0      |

## Második forduló
A második fordulóban az első forduló 12 továbbjutója és az 1–28. helyen rangsorolt válogatottak vettek részt, összesen 40 csapat. 10 darab csoportot képeztek, mindegyikben négy csapat szerepelt. A csapatok oda-visszavágós, körmérkőzéses rendszerben mérkőztek meg egymással. A csoportok győztesei továbbjutottak a harmadik fordulóba.

### Kiemelés
A csapatokat négy kalapba osztották a kiemelési rangsor szerint. A kalapokat 1–4-ig számozták. Az „1. kalapba” az 1–10., a „2. kalapba” a 11-20., a „3. kalapba” a 21-28. helyezettek, valamint az első forduló 1., és 2. mérkőzések győztesei, a „4. kalapba” az első forduló 3–12. mérkőzések győztesei kerültek.
| 1. kalap | 2. kalap                                                                                                | 3. kalap | 4. kalap |
| --- | --- | --- | --- |
| - Elefántcsontpart - Egyiptom - Ghána - Burkina Faso - Nigéria - Szenegál - Dél-afrikai Köztársaság - Kamerun - Algéria - Tunézia | - Gabon - Líbia - Marokkó - Guinea - Botswana - Malawi - Zambia - Uganda - Mali - Zöld-foki Köztársaság | - Benin - Zimbabwe - Közép-afrikai Köztársaság - Sierra Leone - Szudán - Niger - Gambia - Angola - Kenya (T) - Togo (T) | - Namíbia (T) - Libéria (T) - Mozambik (T) - Egyenlítői-Guinea (T) - Etiópia (T) - Lesotho (T) - Ruanda (T) - Kongói DK (T) - Kongó (T) - Tanzánia (T) |

Jegyzet
- T: Az 1. selejtezőkörből továbbjutott csapat, a sorsoláskor nem ismert.

### Csoportok
A csoportok sorsolását 2011. július 30-án tartották Rio de Janeiroban. A mérkőzéseket 2012. június 1. és 2013. szeptember 10. között játszották le.
Játéknapok
- 2012. június 1.
- 2012. június 8.
- 2013. március 22.
- 2013. június 7.
- 2013. június 14.
- 2013. szeptember 6.

A csoport
| Hely. | Csapat                    | M | Gy | D | V | G+ | G– | Gk | P  | Továbbjutás                       |     | Etiópia | Dél-afrikai Köztársaság | Botswana | Közép-afrikai Köztársaság |
| ----- | ------------------------- | - | -- | - | - | -- | -- | -- | -- | --------------------------------- | --- | ------- | ----------------------- | -------- | ------------------------- |
| 1.    | Etiópia                   | 6 | 4  | 1 | 1 | 8  | 6  | +2 | 13 | Továbbjutott a harmadik fordulóba |     | —       | 2–1                     | 1–0      | 2–0                       |
| 2.    | Dél-afrikai Köztársaság   | 6 | 3  | 2 | 1 | 12 | 5  | +7 | 11 |                                   |     | 1–1     | —                       | 4–1      | 2–0                       |
| 3.    | Botswana                  | 6 | 2  | 1 | 3 | 8  | 10 | −2 | 7  |                                   | 3–0 | 1–1     | —                       | 3–2      |                           |
| 4.    | Közép-afrikai Köztársaság | 6 | 1  | 0 | 5 | 5  | 12 | −7 | 3  |                                   | 1–2 | 0–3     | 2–0                     | —        |                           |

1. ↑  Megállapított eredmény

B csoport
| Hely. | Csapat                | M | Gy | D | V | G+ | G– | Gk | P  | Továbbjutás                       |     | Tunézia | Zöld-foki Köztársaság | Sierra Leone | Egyenlítői-Guinea |
| ----- | --------------------- | - | -- | - | - | -- | -- | -- | -- | --------------------------------- | --- | ------- | --------------------- | ------------ | ----------------- |
| 1.    | Tunézia               | 6 | 4  | 2 | 0 | 13 | 6  | +7 | 14 | Továbbjutott a harmadik fordulóba |     | —       | 3–0                   | 2–1          | 3–1               |
| 2.    | Zöld-foki Köztársaság | 6 | 3  | 0 | 3 | 9  | 7  | +2 | 9  |                                   |     | 1–2     | —                     | 1–0          | 3–0               |
| 3.    | Sierra Leone          | 6 | 2  | 2 | 2 | 10 | 10 | 0  | 8  |                                   | 2–2 | 2–1     | —                     | 3–2          |                   |
| 4.    | Egyenlítői-Guinea     | 6 | 0  | 2 | 4 | 6  | 15 | −9 | 2  |                                   | 1–1 | 0–3     | 2–2                   | —            |                   |

1. 1 2 3  Megállapított eredmény

C csoport
| Hely. | Csapat           | M | Gy | D | V | G+ | G– | Gk  | P  | Továbbjutás                       |     | Elefántcsontpart | Marokkó | Tanzánia | Gambia |
| ----- | ---------------- | - | -- | - | - | -- | -- | --- | -- | --------------------------------- | --- | ---------------- | ------- | -------- | ------ |
| 1.    | Elefántcsontpart | 6 | 4  | 2 | 0 | 15 | 5  | +10 | 14 | Továbbjutott a harmadik fordulóba |     | —                | 1–1     | 2–0      | 3–0    |
| 2.    | Marokkó          | 6 | 2  | 3 | 1 | 9  | 8  | +1  | 9  |                                   |     | 2–2              | —       | 2–1      | 2–0    |
| 3.    | Tanzánia         | 6 | 2  | 0 | 4 | 8  | 12 | −4  | 6  |                                   | 2–4 | 3–1              | —       | 2–1      |        |
| 4.    | Gambia           | 6 | 1  | 1 | 4 | 4  | 11 | −7  | 4  |                                   | 0–3 | 1–1              | 2–0     | —        |        |

D csoport
| Hely. | Csapat  | M | Gy | D | V | G+ | G– | Gk  | P  | Továbbjutás                       |     | Ghána | Zambia | Lesotho | Szudán |
| ----- | ------- | - | -- | - | - | -- | -- | --- | -- | --------------------------------- | --- | ----- | ------ | ------- | ------ |
| 1.    | Ghána   | 6 | 5  | 0 | 1 | 18 | 3  | +15 | 15 | Továbbjutott a harmadik fordulóba |     | —     | 2–1    | 7–0     | 4–0    |
| 2.    | Zambia  | 6 | 3  | 2 | 1 | 11 | 4  | +7  | 11 |                                   |     | 1–0   | —      | 4–0     | 1–1    |
| 3.    | Lesotho | 6 | 1  | 2 | 3 | 4  | 15 | −11 | 5  |                                   | 0–2 | 1–1   | —      | 0–0     |        |
| 4.    | Szudán  | 6 | 0  | 2 | 4 | 3  | 14 | −11 | 2  |                                   | 0–4 | 0–3   | 2–3    | —       |        |

E csoport
| Hely. | Csapat       | M | Gy | D | V | G+ | G– | Gk | P  | Továbbjutás                       |     | Burkina Faso | Kongói Köztársaság | Gabon | Niger (ország) |
| ----- | ------------ | - | -- | - | - | -- | -- | -- | -- | --------------------------------- | --- | ------------ | ------------------ | ----- | -------------- |
| 1.    | Burkina Faso | 6 | 4  | 0 | 2 | 7  | 4  | +3 | 12 | Továbbjutott a harmadik fordulóba |     | —            | 0–3                | 1–0   | 4–0            |
| 2.    | Kongó        | 6 | 3  | 2 | 1 | 7  | 3  | +4 | 11 |                                   |     | 0–1          | —                  | 1–0   | 1–0            |
| 3.    | Gabon        | 6 | 2  | 1 | 3 | 5  | 6  | −1 | 7  |                                   | 1–0 | 0–0          | —                  | 4–1   |                |
| 4.    | Niger        | 6 | 1  | 1 | 4 | 6  | 12 | −6 | 4  |                                   | 0–1 | 2–2          | 3–0                | —     |                |

1. 1 2  Megállapított eredmény

F csoport
| Hely. | Csapat  | M | Gy | D | V | G+ | G– | Gk | P  | Továbbjutás                       |     | Nigéria | Malawi | Kenya | Namíbia |
| ----- | ------- | - | -- | - | - | -- | -- | -- | -- | --------------------------------- | --- | ------- | ------ | ----- | ------- |
| 1.    | Nigéria | 6 | 3  | 3 | 0 | 7  | 3  | +4 | 12 | Továbbjutott a harmadik fordulóba |     | —       | 2–0    | 1–1   | 1–0     |
| 2.    | Malawi  | 6 | 1  | 4 | 1 | 4  | 5  | −1 | 7  |                                   |     | 1–1     | —      | 2–2   | 0–0     |
| 3.    | Kenya   | 6 | 1  | 3 | 2 | 4  | 5  | −1 | 6  |                                   | 0–1 | 0–0     | —      | 1–0   |         |
| 4.    | Namíbia | 6 | 1  | 2 | 3 | 2  | 4  | −2 | 5  |                                   | 1–1 | 0–1     | 1–0    | —     |         |

G csoport
| Hely. | Csapat   | M | Gy | D | V | G+ | G– | Gk | P  | Továbbjutás                       |     | Egyiptom | Guinea | Mozambik | Zimbabwe |
| ----- | -------- | - | -- | - | - | -- | -- | -- | -- | --------------------------------- | --- | -------- | ------ | -------- | -------- |
| 1.    | Egyiptom | 6 | 6  | 0 | 0 | 16 | 7  | +9 | 18 | Továbbjutott a harmadik fordulóba |     | —        | 4–2    | 2–0      | 2–1      |
| 2.    | Guinea   | 6 | 3  | 1 | 2 | 12 | 8  | +4 | 10 |                                   |     | 2–3      | —      | 6–1      | 1–0      |
| 3.    | Mozambik | 6 | 0  | 3 | 3 | 2  | 10 | −8 | 3  |                                   | 0–1 | 0–0      | —      | 0–0      |          |
| 4.    | Zimbabwe | 6 | 0  | 2 | 4 | 4  | 9  | −5 | 2  |                                   | 2–4 | 0–1      | 1–1    | —        |          |

H csoport
| Hely. | Csapat  | M | Gy | D | V | G+ | G– | Gk | P  | Továbbjutás                       |     | Algéria | Mali | Benin | Ruanda |
| ----- | ------- | - | -- | - | - | -- | -- | -- | -- | --------------------------------- | --- | ------- | ---- | ----- | ------ |
| 1.    | Algéria | 6 | 5  | 0 | 1 | 13 | 4  | +9 | 15 | Továbbjutott a harmadik fordulóba |     | —       | 1–0  | 3–1   | 4–0    |
| 2.    | Mali    | 6 | 2  | 2 | 2 | 7  | 7  | 0  | 8  |                                   |     | 2–1     | —    | 2–2   | 1–1    |
| 3.    | Benin   | 6 | 2  | 2 | 2 | 8  | 9  | −1 | 8  |                                   | 1–3 | 1–0     | —    | 2–0   |        |
| 4.    | Ruanda  | 6 | 0  | 2 | 4 | 3  | 11 | −8 | 2  |                                   | 0–1 | 1–2     | 1–1  | —     |        |

I csoport
| Hely. | Csapat    | M | Gy | D | V | G+ | G– | Gk | P  | Továbbjutás                       |     | Kamerun | Líbia | Kongói Demokratikus Köztársaság | Togo |
| ----- | --------- | - | -- | - | - | -- | -- | -- | -- | --------------------------------- | --- | ------- | ----- | ------------------------------- | ---- |
| 1.    | Kamerun   | 6 | 4  | 1 | 1 | 8  | 3  | +5 | 13 | Továbbjutott a harmadik fordulóba |     | —       | 1–0   | 1–0                             | 2–0  |
| 2.    | Líbia     | 6 | 2  | 3 | 1 | 5  | 3  | +2 | 9  |                                   |     | 2–1     | —     | 0–0                             | 2–0  |
| 3.    | Kongói DK | 6 | 1  | 3 | 2 | 3  | 3  | 0  | 6  |                                   | 0–0 | 0–0     | —     | 2–0                             |      |
| 4.    | Togo      | 6 | 1  | 1 | 4 | 4  | 11 | −7 | 4  |                                   | 0–3 | 1–1     | 2–1   | —                               |      |

1. ↑  Megállapított eredmény

J csoport
| Hely. | Csapat   | M | Gy | D | V | G+ | G– | Gk | P  | Továbbjutás                       |     | Szenegál | Uganda | Angola | Libéria |
| ----- | -------- | - | -- | - | - | -- | -- | -- | -- | --------------------------------- | --- | -------- | ------ | ------ | ------- |
| 1.    | Szenegál | 6 | 3  | 3 | 0 | 9  | 4  | +5 | 12 | Továbbjutott a harmadik fordulóba |     | —        | 1–0    | 1–1    | 3–1     |
| 2.    | Uganda   | 6 | 2  | 2 | 2 | 5  | 6  | −1 | 8  |                                   |     | 1–1      | —      | 2–1    | 1–0     |
| 3.    | Angola   | 6 | 1  | 4 | 1 | 7  | 5  | +2 | 7  |                                   | 1–1 | 1–1      | —      | 3–0    |         |
| 4.    | Libéria  | 6 | 1  | 1 | 4 | 3  | 9  | −6 | 4  |                                   | 0–2 | 2–0      | 0–0    | —      |         |

1. ↑  Megállapított eredmény

## Harmadik forduló
A harmadik fordulóban a második forduló 10 továbbjutója vett részt. 5 párosítást sorsoltak, a csapatok oda-visszavágós rendszerben mérkőztek meg. A kiemelést a 2013. szeptemberi FIFA-világranglista alapján végezték. A párosítások sorsolását 2013. szeptember 16-án tartották Kairóban. Az öt párosítás győztese kijutott a 2014-es labdarúgó-világbajnokságra. A mérkőzéseket 2013 októberében és novemberlben játszották.
| 1. csapat        | Össz.Tooltip Aggregate score | 2. csapat | 1. mérk. | 2. mérk. |
| ---------------- | ---------------------------- | --------- | -------- | -------- |
| Elefántcsontpart | 4–2                          | Szenegál  | 3–1      | 1–1      |
| Etiópia          | 1–4                          | Nigéria   | 1–2      | 0–2      |
| Tunézia          | 1–4                          | Kamerun   | 0–0      | 1–4      |
| Ghána            | 7–3                          | Egyiptom  | 6–1      | 1–2      |
| Burkina Faso     | 3–3 (i.g.)                   | Algéria   | 3–2      | 0–1      |